# Cold (singel Annie Lennox)
Cold – singel Annie Lennox, wydany w 1992 roku.

## Ogólne informacje
Singel został wydany w trzech wersjach: „Cold”, „Colder” i „Coldest”. Każda wersja zawierała trzy koncertowe nagrania, jakich Annie Lennox dokonała w lipcu 1992 roku w ramach cyklu MTV Unplugged. Singel dotarł do miejsca 26. na brytyjskiej liście UK Singles Chart.

## Lista ścieżek
- Cold

1. „Cold” – 4:25
2. „Why” – 5:06
3. „The Gift” – 4:43
4. „Walking on Broken Glass” – 4:01

- Colder

1. „Cold” – 4:25
2. „It’s Alright (Baby’s Coming Back)” – 4:15
3. „Here Comes The Rain Again” – 4:30
4. „You Have Placed a Chill in My Heart” – 4:19

- Coldest

1. „Cold” – 4:25
2. „River Deep, Mountain High” – 3:41
3. „Feel The Need” – 2:56
4. „Don’t Let Me Down” – 3:26